# Бистрице под Хостином
Бистрице под Хостином (чеш. Bystřice pod Hostýnem) град је у Чешкој Републици. Град се налази у управној јединици Злински крај, у оквиру којег припада округу Кромјержиж.

## Становништво
Према подацима о броју становника из 2014. године град је имао 8.393 становника.